# Geo Television

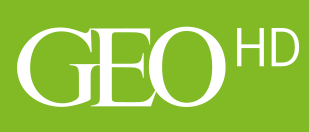
Logo von Geo Television HD

Geo Television (Eigenschreibweise: GEO TELEVISION) ist ein kostenpflichtiger Fernsehsender der RTL Group. Er ist der TV-Ableger der gleichnamigen Zeitschrift. Sendestart war am 8. Mai 2014. Geo Television legt seinen Schwerpunkt auf Reportagen und Dokumentationen. Zum Sendestart erfolgt die Verbreitung via Telekom Entertain.
Seit dem 17. Mai 2017 ist Geo Television auch im Kabelnetz von Vodafone Kabel Deutschland empfangbar. Seit 23. Mai 2017 auch bei Amazon Prime über Amazon Channels zubuchbar.

## Empfang
Kabel:
- Vodafone Kabel Deutschland

TV Streaming:
- Amazon Video
- RTL+

IPTV:
- MagentaTV
- Vodafone
- waipu.tv[3]